# Parambassis altipinnis
Parambassis altipinnis és una espècie de peix pertanyent a la família dels ambàssids.

## Descripció
- Fa 12 cm de llargària màxima.
- 8 espines i 10-11 radis tous a l'aleta dorsal.
- 3 espines i 9-10 radis tous a l'aleta anal.[2][3]

## Hàbitat
És un peix d'aigua dolça, demersal i de clima tropical (2°S- 4°S).

## Distribució geogràfica
Es troba a Irian Jaya (Indonèsia).

## Observacions
És inofensiu per als humans.